# Angelo Maria Bandini

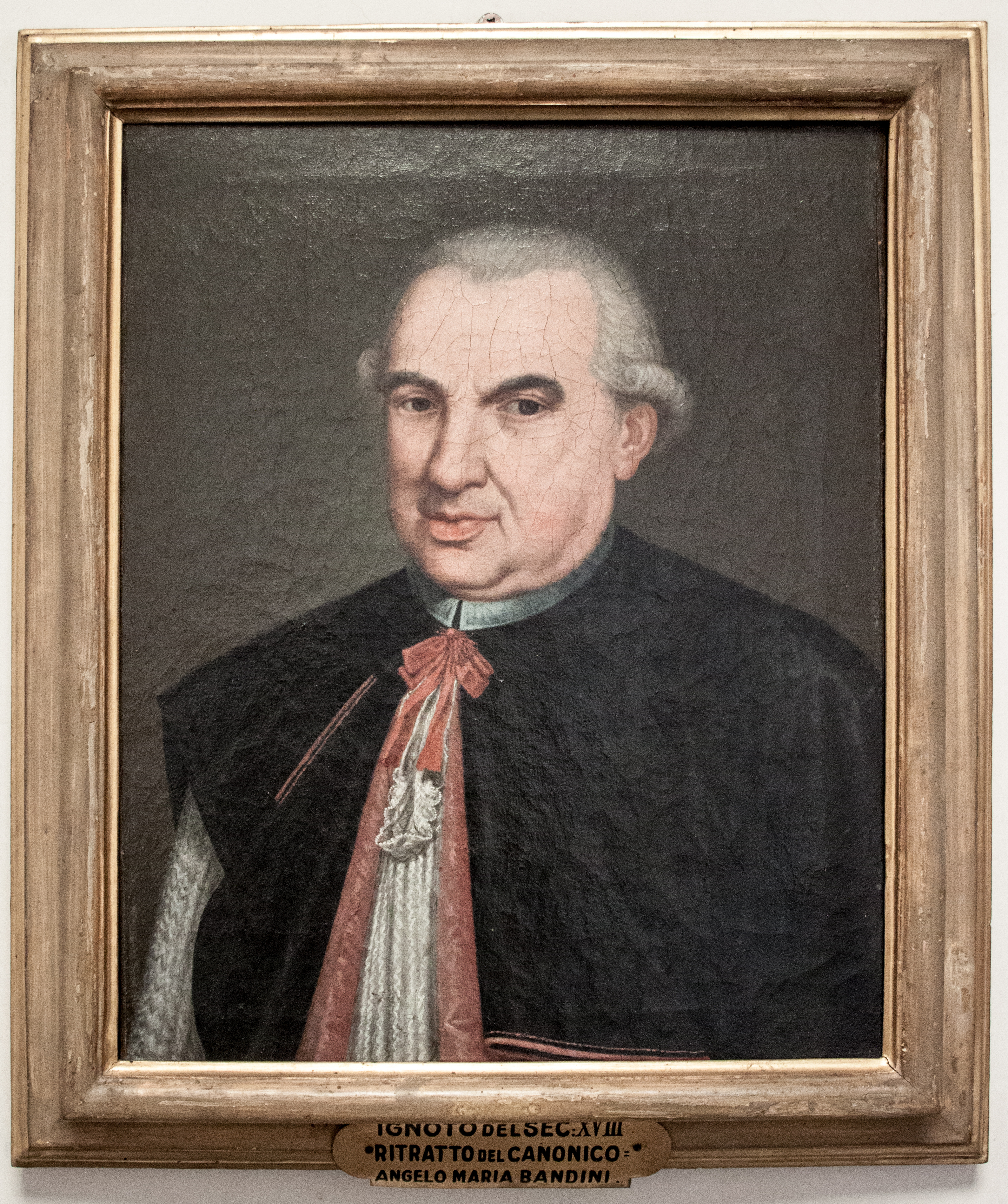
Angelo Maria Bandini, 1750

Angelo Maria Bandini (* 25. September 1726 in Florenz; † 10. August 1803 in Fiesole) war ein italienischer Autor und Bibliothekar sowie Kanoniker. Er war ein leidenschaftlicher Sammler von Büchern und Autor zahlreicher Publikationen sowie Mitglied in vielen Akademien und Bibliothekar der Biblioteca Marucelliana und später der Biblioteca Medicea Laurenziana in Florenz. 

Bis 1795 lebte er in Florenz, daraufhin erwarb er ein Anwesen auf dem Hügel von Fiesole, welches er restaurierte und sein eigenes Museum einrichtete. 1803 starb er in seinem Anwesen. 

Seine Sammlung hinterließ er dem Bischof von Fiesole. Die Sammlung hatte er mit der Absicht aufgebaut, die Geschichte der Florentiner und der toskanischen Malerei in ihren Grundzügen beim Übergang vom Mittelalter zur Renaissance zu dokumentieren. 1913 wurde ein neues Museum entworfen (welches daraufhin auch gebaut wurde), das in der Nähe des römischen Theaters liegt.
Bandinis Werk Collectio veterum aliquot monumentorum ad historiam praecipue Litterariam pertinentiam wurde 1753 auf den Index der verbotenen Bücher gesetzt.

## Veröffentlichungen (Auswahl)

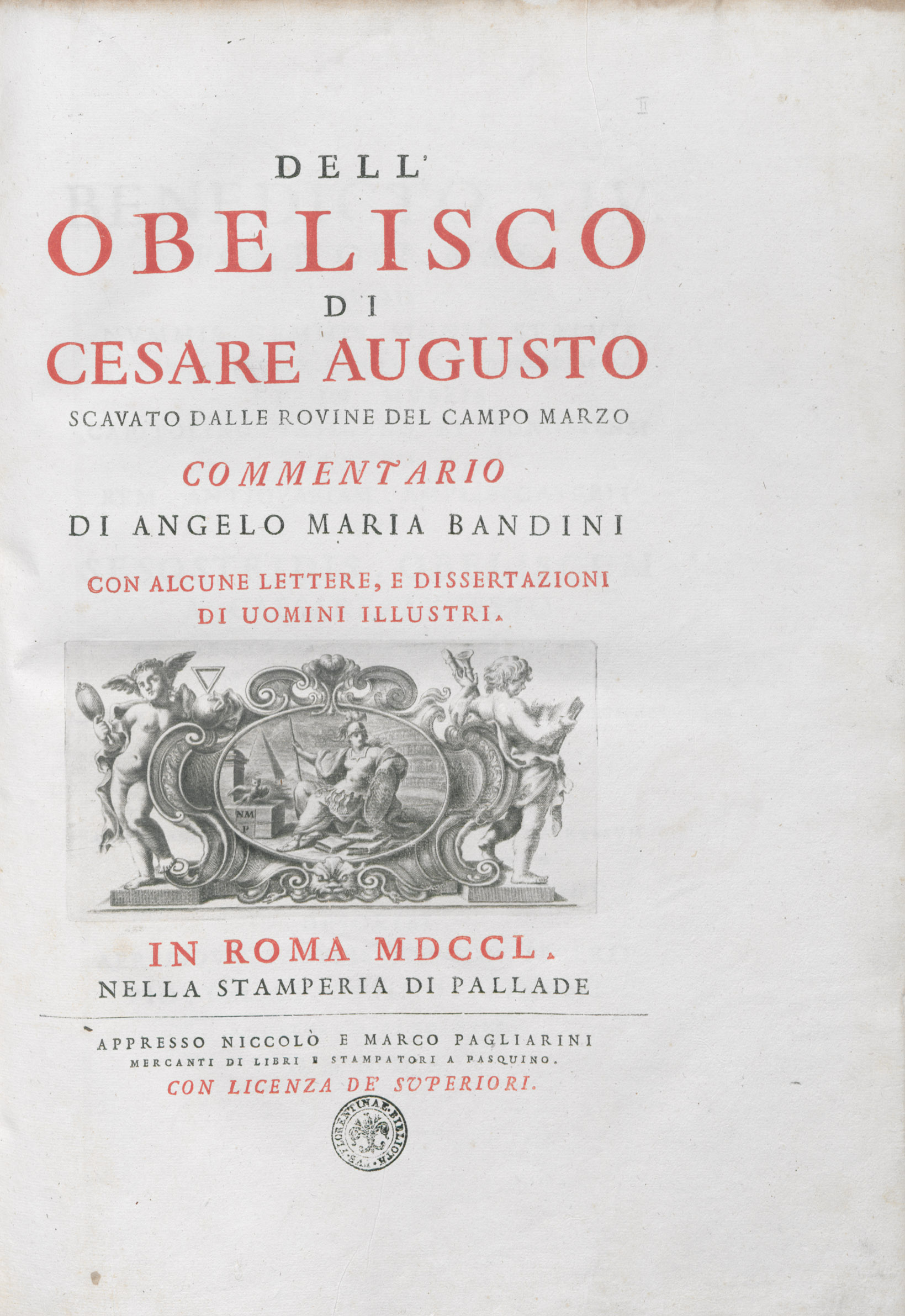
Dell'obelisco di Cesare Augusto (De obelisco Caesaris Augusti e campi Martii ruderibus nuper eruto), 1750

Unter anderem werden folgende Werke zu Bandini gezählt:
- Catalogus codicum manuscriptorum graecorum, latinorum, italicorum etc. Bibliothecae Mediceae Laurentianae. Florenz 1767–1778.
- Catalogus codicum bibliothecae Laurentianae 3. Florenz 1770.
- Catalogus codicum manuscriptorum latinorum Bibliothecae Mediceae Laurentianae. Florenz 1774.
- Bibliotheca Leopoldina Laurentiana seu catalogus manuscriptorum qui iussu Petri Leopoldi […] nunc augustissimi imperatoris Germaniae Hungariae et Boiohemiae regis etc. in Laurentiam translati sunt […]. 2 Bände. Florenz 1791–1793.